# Sächsische Landesausstellung

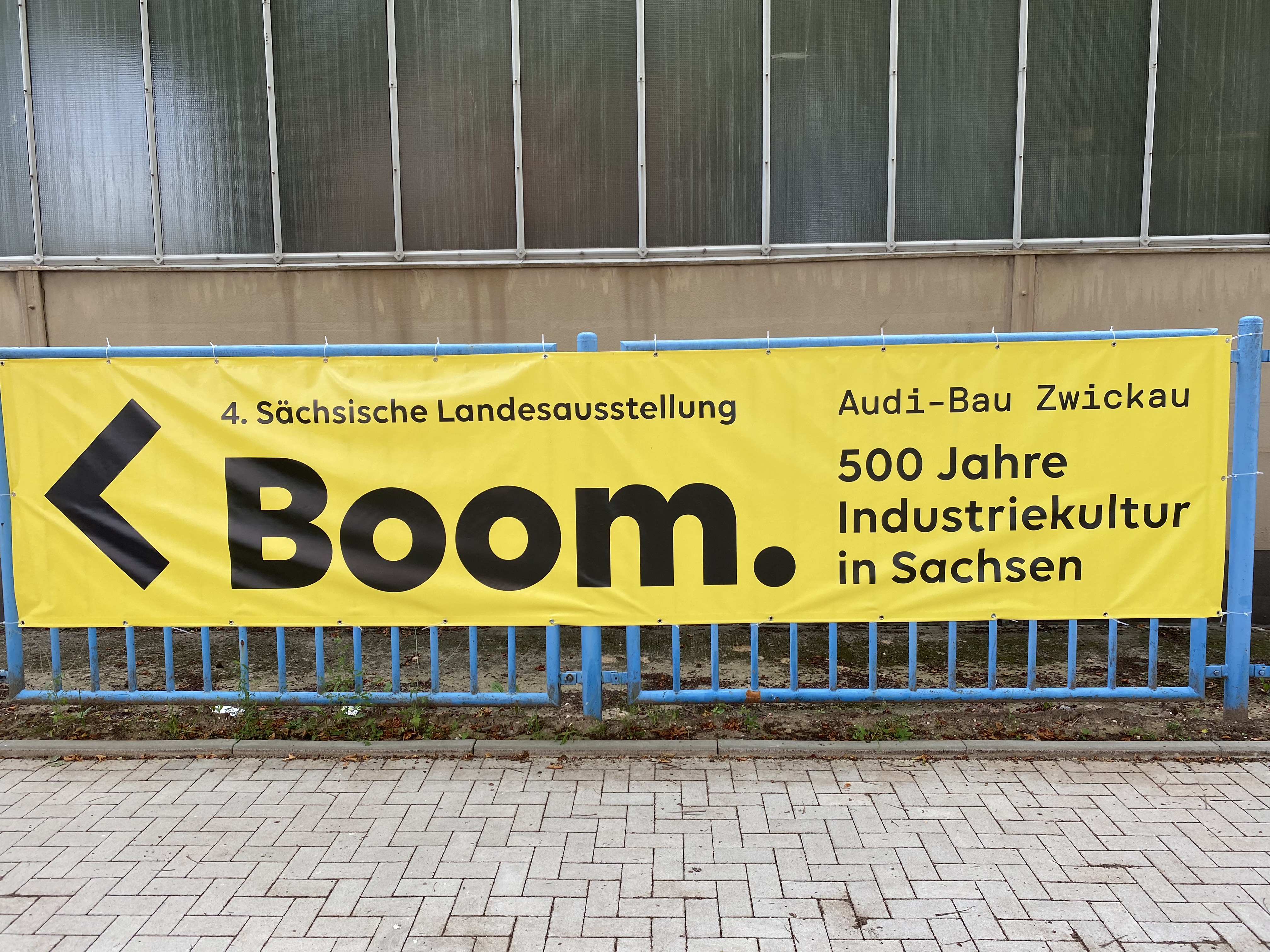
Werbeplane 4. Sächsische Landesausstellung

Die Sächsische Landesausstellung ist eine in einem Abstand von mehreren Jahren durchgeführte Ausstellung des Freistaates Sachsen, der ein bestimmtes Thema der sächsischen Geschichte umfassend darstellt. Der Ort orientiert sich am Thema der Ausstellung.

## 1. Sächsische Landesausstellung 1998
Die 1. Sächsische Landesausstellung fand vom 12. Juni bis 18. Oktober 1998 mit dem Titel „Zeit und Ewigkeit – 128 Tage“ im Kloster St. Marienstern in Panschwitz-Kuckau im Rahmen des 750-jährigen Bestehens dieses Zisterzienserinnenklosters statt. Sie behandelte die Themen Mittelalter, Klöster, Kirchenmusik, sakrale Kunst, Tradition und ländliches Leben.

## 2. Sächsische Landesausstellung 2004
Die 2. Sächsische Landesausstellung fand vom 24. Mai bis 10. Oktober 2004 mit dem Titel „Glaube und Macht – Sachsen im Europa der Reformationszeit“ in Torgau statt.
Thema war das Machtstreben der albertinischen und ernestinischen sächsischen Kurfürsten und Herzöge. Vor diesem historischen Hintergrund wird das Wirken Martin Luthers und der Reformation dargestellt. Zahlreiche Kunstwerke, erste Erzeugnisse des Buchdruckes und Bauwerke entstanden in dieser Zeit in der damaligen Residenzstadt Torgau.
Die 1544 geweihte Torgauer Schlosskapelle, die als erster protestantischer Kirchenbau in die Geschichte eingegangen ist, wurde anlässlich der Ausstellung restauriert und steht der Öffentlichkeit wieder zur Verfügung.

## 3. Sächsische Landesausstellung 2011
Die 3. Sächsische Landesausstellung fand 2011 in Görlitz unter dem Titel „Via Regia – 800 Jahre Bewegung und Begegnung“ statt. Schwerpunkt der Ausstellung war die Via Regia, die geschichtsträchtige europäische Handelsstraße. Zentraler Veranstaltungsort und Ausstellungsgebäude war der Kaisertrutz. Dieser gehört neben dem Barockhaus Neißstraße 30 und dem Reichenbacher Turm zum Kulturhistorischen Museum Görlitz. Weiterer Kooperationspartner war das Schlesische Museum zu Görlitz (SMG) mit der Begleitausstellung „Lebenswege ins Ungewisse“.

## 4. Sächsische Landesausstellung 2020
Gemäß dem Beschluss des Sächsischen Landtages vom 19. April 2011 sollte die 4. Sächsische Landesausstellung in der Region Südwestsachsen zum Thema Industriekultur durchgeführt werden. Ursprünglich sollte die Landesausstellung im Jahr 2018 stattfinden. Nach der Vergabe an die Stadt Zwickau im Jahr 2014 wurde feststellt, dass die geplante Durchführung im denkmalgeschützten Horch-Hochbau nicht umsetzbar ist. Im Frühjahr 2015 entschied das Sächsische Staatsministerium für Wissenschaft und Kunst, dass die zentrale Ausstellung in Zwickau um weitere Ausstellungen in anderen Orten ergänzt werden sollte, um eine stärkere Einbindung der Region Südwestsachsen zu erreichen. Im Frühsommer 2015 wurde die 4. Sächsische Landesausstellung auf das Jahr 2020 verschoben, nachdem für das Jahr 2018 keine Kommune der Region eine Liegenschaft für die Leitausstellung mit der erforderlichen Sicherheit bereitstellen konnte. Mitte September 2016 entschied die Staatsregierung, die zentrale Ausstellung im Audi-Bau in Zwickau durchzuführen. Am 4. Januar 2017 übertrug die Staatsministerin für Wissenschaft und Kunst, Eva-Maria Stange, dem Deutschen Hygiene-Museum Dresden die Ausrichtung der Zwickauer Zentralausstellung und die Koordinierung des Gesamtprojekts in Zusammenarbeit mit den Schauplätzen. Am 11. Januar 2019 wurde der Titel für die Landesausstellung mit: „Boom. 500 Jahre Industriekultur in Sachsen“ bekanntgegeben. Aufgrund der COVID-19-Pandemie wurde die Eröffnung der Landesausstellung vom 25. April 2020 auf den 11. Juli 2020 verschoben. Die Laufzeit der 4. Sächsischen Landesausstellung war vom 11. Juli bis zum 31. Dezember 2020 geplant gewesen, aufgrund des erneuten Lockdowns im Zuge der COVID-19-Pandemie musste die Landesausstellung allerdings schon am 2. November 2020 schließen.
Ergänzend zur Zentralausstellung gab es an folgenden sechs Museen branchenspezifische Schauplatzausstellungen zur Industriekultur:
- Industriemuseum Chemnitz (Maschinenbau)
- Schauplatz Eisenbahn:Eisenbahnmuseum Chemnitz-Hilbersdorf (Eisenbahn und Gütertransport)
- Tuchfabrik Gebrüder Pfau in Crimmitschau (Textilindustrie)
- Bergbaumuseum Oelsnitz/Erzgebirge (Steinkohlenbergbau)
- August Horch Museum Zwickau (Automobilindustrie)
- Himmelfahrt Fundgrube Freiberg (Erzbergbau, Ressourcentechnologien)

Der Schauplatz Eisenbahn bestand/besteht aus den in Kooperation befindlichen Sächsischen Eisenbahnmuseum und dem Technikmuseum Seilablaufanlage – Rangierbahnhof Chemnitz-Hilbersdorf, beide in Hilbersdorf ansässig.

## 5. Sächsische Landesausstellung 2029
Die Ausstellung ist in Meißen unter dem Titel „Meißen 929 - 1100 Jahre Sachsen“ geplant.